# 3-etil-2,4-dimetilpentano
El 3-etil-2,5-dimetilpentano es un alcano de cadena ramificada con fórmula molecular C9H20.